# Nello Guidotti
Nello Guidotti (Varese, 12 marzo 1964) è un ex cestista italiano.
In Serie A ha vestito la maglia di Varese.